# Тисамен (син на Орест)
Тисамен (на гръцки: Τισαμενός; на латински: Tisamenos) в древногръцката митология е цар на пелопонезите през 12 век пр.н.е. от династията Пелопиди.
Той е син на Орест и Хермиона, дъщеря на Менелай, царя на Спарта и Елена. Баща е на Комет, Даимен, Спартон, Телис и Леонтомен.
Тисамен наследил трона на баща си в Спарта, Микена и Аргос. Той защитава Пелопонес от Хераклидите и Аристомах.
Пада убит в битките за Аргос и царството му е завладяно от Хераклидите.
Погребан е по-късно в Спарта.